# Битва при Стенкерке
Битва при Стенкерке (фр. Bataille de Steinkerque) — сражение 3 августа 1692 года между армиями Вильгельма III Оранского и маршала Люксембурга в ходе кампании 1692 года в Габсбургских Нидерландах во время войны Аугсбургской лиги.

## Кампания 1692 года
Военные действия в Нидерландах в 1692 году начались с осады Намюра, обложенного крупными силами во главе с королём Людовиком XIV и сдавшегося 30 июня.
Покинув Фландрскую армию в начале июля, король значительно ослабил её, перебросив сильные отряды на другие границы. Маршал Люксембург получил приказ ограничиться обороной и вскоре передвинул войска в район Брюсселя, где было больше фуража и продовольствия. Готовя атаку французов, принц Оранский распустил слух о намерении идти на отвоевание Намюра, и Люксембург ещё больше ослабил свои войска, направив отряды для прикрытия города. В конце июля он стал лагерем у Стенкерка, в местности, отделённой от противника лесом, прорезанным несколькими дефиле.

## Подготовка и начало сражения
Вильгельм не решался навязывать противнику сражение на такой неудобной позиции, но, узнав, что секретарь курфюрста Баварского сообщает маршалу Люксембургу обо всём, что происходит у союзников, решил этим воспользоваться для того, чтобы скрыть переброску войск. Угрожая шпиону пистолетом, принц потребовал, чтобы тот написал французам о намерении англичан продвинуться в район французского расположения для сбора фуража.
Хитрость не имела большого успеха, поскольку узость проходов через лес не позволила быстро осуществить марш, и Люксембург получил с передовых постов сообщения о движении крупных сил противника между Ребеком и Малым Энгиеном. Авангард союзной армии под командованием герцога Вюртембергского появился перед французами около 9 часов утра, начал орудийный обстрел и завязал перестрелку, но построение основных сил завершилось только к часу дня, оставив Люксембургу время подготовиться к бою.

## Ход сражения
Стоявшая в первой линии правого фланга французов бригада Бурбонне подверглась яростной атаке, французы были потеснены и потеряли часть орудий. Маршал бросился на помощь во главе бригады королевских гвардейцев; в составе этого «золотого отряда» были герцоги Шартрский и Бурбонский, принц де Конти, герцог де Вандом, великий приор и герцог Бервик. Они сбили и отбросили все части противника, стоявшие на пути, и были поддержаны порывом швейцарских гвардейцев и других бригад, стоявших справа и слева.
После упорного боя войска союзников были отброшены на четверть лье в сторону леса; французы отбили потерянные орудия и взяли четыре вражеские пушки. Англичане, принявшие первый удар французской гвардии, потеряли своего командира генерала Хью Маккея и были почти разбиты.
Для союзников положение осложнялось тем, что часть войск принца Оранского по причине неудобства местности вообще не успела подойти до окончания сражения. Граф Зольмс, которому Вильгельм приказал прибыть с пехотой, направил ему только кавалерию, которая не могла развернуться на перерезанной оврагами местности, а проходя лесными дефиле, помешала движению пехоты.
Маркиз де Буфлер, стоявший лагерем в трёх лье от места сражения, выступил из-под Энгиена с кавалерией и орудиями и выходом во фланг союзникам решил исход сражения в пользу французов. Около 6 часов вечера Вильгельм Оранский отдал приказ об отступлении.

## Результаты
Бой в основном вёлся силами пехоты. У французов кавалерия прикрывала фланги, союзники не смогли развернуть конные части.
Потери с обеих сторон были тяжёлые: около 9 тысяч у французов и 8—12 тысяч у союзников; в том числе примерно по 3,5 — 4 тысяч одними убитыми. Французы взяли 10 орудий, 5 штандартов и 8 знамён, вывешенных на нефе собора Парижской Богоматери, и 1300 пленных. Неудобство местности, большие потери и упорное сопротивление арьергарда голландского маршала Оверкерка помешало Люксембургу организовать преследование, и союзные войска отступили в полном порядке.
Победа ничего не дала французам, так как Вильгельм, отступив, соединился с 15-тысячным английским корпусом, высадившимся в Остенде, после чего взял Фюрн и Диксмёйде. Буфлер подверг бомбардировке Шарлеруа, а после ухода союзных войск на зимние квартиры Люксембург отвоевал Фюрн и Диксмёйде.
В честь сражения была отчеканена памятная медаль. На аверсе изображён профиль Людовика XIV с легендой LUDOVICUS MAGNUS REX CHRISTIANISSIMUS; на реверсе солдат, заносящий шпагу над поверженным на землю вражеским пехотинцем с легендой VIRTUS PEDITUM FRANCORUM. / PUGNA AD STENCERCAM. M. DC. XCII («Доблесть французской пехоты. Бой при Стенкерке. 1692»).